# Захер, Пауль
Пауль Захер (нем. Paul Sacher; 28 апреля 1906, Базель — 26 мая 1999, Базель) — швейцарский дирижёр, музыкальный педагог и меценат, одна из центральных фигур в музыкальной жизни Швейцарии XX века.
Происходил из весьма состоятельной семьи, а после женитьбы в 1934 году на Майе Гофман-Штелин, вдове владельца фармацевтического концерна «Hoffmann–La Roche», стал одним из богатейших людей Швейцарии (к 1995 году Захер входил в десятку самых богатых людей мира). Благодаря этому Захер имел широкие возможности для осуществления своих музыкальных идей.

## Биография
Учился в Базельской консерватории у Жака Хандшина (музыковедение) и Феликса Вайнгартнера (дирижирование).
В 1926 году основал и возглавил Базельский камерный оркестр, концепция которого заключалась в контрастном соединении в каждой концертной программе раннеклассических произведений (Бах, Гендель, Моцарт и т. п.) с остросовременной музыкой; в следующем году основал Базельский камерный хор (оба коллектива работали под руководством Захера до 1987 года, когда были распущены им после прощальных концертов 7-8 мая).
В 1929 году возглавил базельское отделение Международного общества современной музыки.
В 1933 году основал и возглавил Schola Cantorum Basiliensis — учебное и научное учреждение, посвящённое старинной музыке (в 1954 году оно вошло в состав объединённой Базельской музыкальной академии, а Захер на последующие 15 лет занял пост её директора; по инициативе Захера в 1960 году в академии открылся мастер-класс по композиции Пьера Булеза).
В 1941 году основал ещё один оркестр — Collegium Musicum Zürich.
С 1946 года — президент Швейцарской ассоциации музыкантов, с 1955 года занимал пост её почётного президента.
Одним из главных инструментов, с помощью которых Захер влиял на развитие не только швейцарской, но и мировой музыки, был заказ новых произведений известным композиторам. Среди композиторов, писавших по заказу Захера, были Игорь Стравинский, Рихард Штраус, Бела Барток (включая знаменитый шедевр «Музыка для струнных, ударных и челесты»), Артюр Онеггер (включая Вторую и Четвёртую симфонии), Пауль Хиндемит, Ханс Вернер Хенце (Десятая симфония, заказанная Захером, была завершена уже после смерти заказчика и потому посвящена его памяти), Эллиот Картер, Гаррисон Бёртуистл и другие. К 70-летию Захера написали сочинения-поздравления Кристобаль Альфтер, Лучано Берио, Бенджамин Бриттен, Альберто Хинастера, Анри Дютийё, Витольд Лютославский, Хайнц Холлигер и др., — 2 мая 1976 г. все эти сочинения были исполнены на праздничном концерте в Цюрихе Мстиславом Ростроповичем. К 80-летию Захера была написана пьеса Пьера Булеза «Sur Incises», удостоенная в дальнейшем Премии Гравемайера.
В 1973 году Захер основал Фонд Пауля Захера, который со временем стал одним из важнейших музыкальных архивов Европы. В 1983 году Фонд приобрёл архив Игоря Стравинского, затем к нему добавились архивы Антона Веберна и Бруно Мадерны.
Именно Пауль Захер приобрел для Мстислава Ростроповича виолончель Страдивари Дюпор. Когда Ростроповичу поступило предложение приобрести данный инструмент, естественно, у маэстро не было столь астрономической суммы денег. И тогда Ростропович позвонил Захеру, который задал только один вопрос: «Сколько нужно денег?».